# Prîvilne (Novobohdanivka), Melitopol
Prîvilne (în ucraineană Привільне) este un sat în comuna Novobohdanivka din raionul Melitopol, regiunea Zaporijjea, Ucraina.

## Demografie
Componența lingvistică a localității Prîvilne
     Rusă (91,46%)
     Ucraineană (8,54%)
Conform recensământului din 2001, majoritatea populației localității Prîvilne era vorbitoare de rusă (91,46%), existând în minoritate și vorbitori de ucraineană (8,54%).